# Toxomerus tibicen
Toxomerus tibicen är en tvåvingeart som först beskrevs av Christian Rudolph Wilhelm Wiedemann 1830.  Toxomerus tibicen ingår i släktet Toxomerus och familjen blomflugor. Inga underarter finns listade i Catalogue of Life.